# 전자 매체
전자 매체(電子媒體, electronic media)는 최종 사용자(청중/독자)가 콘텐츠에 접근할 수 있도록 전자공학이나 전자기기적 힘을 이용하는 매체이다. 주로 전자적으로 만드는 정적 매체(주로 인쇄 매체)와 반의어이긴 하지만 인쇄물 형태로 최종 사용자가 전자적으로 접근할 것을 요구하지는 않는다. 일반인들에게 친숙한 주된 전자 매체의 원천으로는 영상 녹화, 녹음, 멀티미디어, 슬라이드 프레젠테이션, CD-ROM, 온라인 콘텐츠를 들 수 있다. 대부분의 새로운 매체들은 디지털 미디어의 형태로 되어 있다. 그러나 전자 매체는 아날로그나 디지털 형태 어떤 것이든 될 수 있다.
이 용어가 일반적으로 저장 매체에 기록된 콘텐츠와 연관이 있으나, 녹화와 녹음 쪽은 생방송과 온라인 네트워킹을 요구하지 않는다.
전기적 통신 과정에 쓰이는 어떠한 장비라도(텔레비전, 전화, 데스크톱 컴퓨터, 게임기, 휴대용 장치 등) 전자 매체로 인식할 수 있다.

## 같이 보기
- 디지털 미디어